# Boriska
A Boriska női név a Borbála becenevéből önállósodott.

## Rokon nevek
Barbara, Babita, Bara, Barbarella, Biri, Bora, Borcsa, Borbála, Boris, Bori, Borka, Boróka, Varínia

## Gyakorisága
Az újszülötteknek adott nevek körében az 1990-es években szórványosan fordult elő. A 2000-es és a 2010-es években sem szerepelt a 100 leggyakrabban adott női név között.
A teljes népességre vonatkozóan a Boriska sem a 2000-es, sem a 2010-es években nem szerepelt a 100 leggyakrabban viselt női név között.

## Névnapok
- december 4.[2]

## Híres Boriskák

### Egyéb Boriskák
- Boriskadűlő, falu Erdélyben
- felvágta a nyelvét a Boriska, mondják akkor, ha valaki beszédes lett a bortól[6]